# Washington Luiz Pereira dos Santos
Washington Luiz Pereira dos Santos (sinh ngày 10 tháng 4 năm 1975) là một cầu thủ bóng đá người Brasil.

## Sự nghiệp câu lạc bộ
Washington Luiz Pereira dos Santos đã từng chơi cho Cerezo Osaka.

## Thống kê câu lạc bộ

### J.League
| Đội          | Năm       | J.League | J.League | J.League Cup | J.League Cup | Tổng cộng | Tổng cộng |
| Đội          | Năm       | Trận     | Bàn      | Trận         | Bàn          | Trận      | Bàn       |
| ------------ | --------- | -------- | -------- | ------------ | ------------ | --------- | --------- |
| Cerezo Osaka | 2001      | 2        | 1        | 0            | 0            | 2         | 1         |
| Tổng cộng    | Tổng cộng | 2        | 1        | 0            | 0            | 2         | 1         |